# Четыре всадника Апокалипсиса (фильм, 1962)
«Четыре всадника Апокалипсиса» (англ. Four Horsemen Of The Apocalypse) — вторая по счёту экранизация одноимённого романа Висенте Бласко Ибаньеса, написанного в 1916 году. Действие романа происходит во время Первой мировой войны, а в фильме — во время Второй мировой.

## Сюжет
История о том, как представители знатного аргентинского рода Мадриего во время войны оказались в рядах разных воюющих сторон. Началось все в 1938 году, когда отпрыски семейства зачем-то поехали в начинавшую бурлить Европу.

## Критика
Американские критики гораздо выше оценивают другую экранизацию этого романа — немой фильм 1921 года с Рудольфо Валентино, обвиняя вариант Винсента Миннелли в поверхностности, схематизме, внешнем блеске в ущерб правдоподобию. Все так, но тем не менее это хорошая антивоенная картина с сильным актерским составом (Ли Джей Кобб, Пол Хенрейд, Пол Лукас, Иветт Мимье, Карл Боэм). Об этом нигде не упоминается, но шведку Ингрид Тулин дублировала Энджела Лэнсбери.

## В ролях
- Гленн Форд — Хулио Деснойерс
- Ингрид Тулин — Маргерит Лорье
- Шарль Буайе — Марсело Деснуайе
- Карлхайнц Бём — Генрих фон Хартрот
- Иветт Мимо — Чи-Чи

В титрах не указаны
- Гертруда Астор — участница аукциона / покровительница ресторана
- Фифи Д’Орсей — заключённая-француженка